# NGC 3084
NGC 3084 é uma galáxia espiral barrada (SBab/P) localizada na direcção da constelação de Antlia. Possui uma declinação de -27° 07' 42" e uma ascensão recta de 9 horas, 59 minutos e 06,1 segundos.
A galáxia NGC 3084 foi descoberta em 26 de Março de 1835 por John Herschel.